# سیارک ۵۲۸۳
سیارک ۵۲۸۳ (به انگلیسی: 5283 Pyrrhus، نامگذاری:1989BW) پنج هزار و دویست و هشتاد و سومین سیارک کشف شده‌است که در ۳۱ ژانویه ۱۹۸۹ کشف شد.
قدر مطلق سیارک برابر ۹٫۳۰ است.